# Рейндерман, Димитри
Димитри Рейндерман (нидерл. Dimitri Reinderman; 12 августа 1972, Хорн) — нидерландский шахматист, гроссмейстер (1998).
Участник 2-х чемпионатов Европы среди юниоров: 1990/1991 (занял 6-е место) и 1992 (выиграл бронзовую медаль). Участник 31-го чемпионата мира (1992) среди юниоров в г. Буэнос-Айресе (занял 5-е место).
В составе национальной сборной участник 12-го командного чемпионата Европы (1999), где показал лучший результат на запасной доске.
Чемпион Нидерландов 2013 года.

## Изменения рейтинга
| Графики недоступны из-за технических проблем. См. информацию на Фабрикаторе и на mediawiki.org. |